# Kaija Pohjola
Kaija Pohjola (nata Keinänen; Kuopio, 26 settembre 1951) è una cantante finlandese.

## Biografia
Kaija Pohjola ha iniziato a cantare negli anni '60. Nel 1969 ha vinto un concorso indetto dalla rivista Intro che le ha permesso di registrare in studio il suo primo inedito, Dong Hoin tyttö, incluso nella compilation Tähtijahti 69.
Nel 1991 è salita alla ribalta a livello nazionale con la sua incoronazione a regina al festival del tango e della musica schlager finlandese Seinäjoen Tangomarkkinat, che le ha fruttato il suo primo contratto discografico con la MTV-Musiikki. Nello stesso anno ha registrato, insieme alla sua controparte maschile al festival Jaska Mäkynen, il suo album di debutto Kuningatar ja kuningas, seguito l'anno successivo dal primo album realizzato come solista, Kultaa kuutamo loi.

## Discografia

### Album in studio
- 1991 – Kuningatar ja kuningas (con Jaska Mäkynen)
- 1992 – Kultaa kuutamo loi
- 1994 – Nyt tanssimaan
- 1996 – Tatuoitu ruusu
- 2000 – Lasiset lauseet
- 2003 – Tangokuningatar
- 2011 – Elämän tie (con Jaska Mäkynen)
- 2013 – Tosirakkautta

### Raccolte
- 1997 – Parhaat

### Singoli
- 1992 – Kultaa kuutamo loi/Juhli minun kanssani
- 1995 – Tulinen rakkaus/Yön ruusu
- 1999 – Tosimies
- 2003 – Novgorodin ruusu
- 2013 – Hei mies!
- 2019 – Joulu asuu sydämessä
- 2019 – Seitsemäs aalto
- 2019 – Unelma valkoinen (con Kari Halme)